# Aquostic II: That's a Fact!
Aquostic II: That's a Fact! är det trettioandra studioalbumet av Status Quo och släpptes 21 oktober 2016. Det är det sista album där originalmedlemmen Rick Parfitt deltar, han slutade under hösten 2016 av hälsoskäl och dog den 24 december 2016.

## Låtlista
| Nr  | Titel                   | Kompositör                                                       | Ursprungsalbum                                                 | Längd |
| --- | ----------------------- | ---------------------------------------------------------------- | -------------------------------------------------------------- | ----- |
| 1.  | That's a Fact           | Francis Rossi/Bob Young                                          | Blue for You (1976)                                            | 3:34  |
| 2.  | Roll Over Lay Down      | Francis Rossi/Rick Parfitt/Alan Lancaster/John Coghlan/Bob Young | Hello! (1973)                                                  | 4:28  |
| 3.  | Dear John               | John Gustafson/Jackie Macauley                                   | 1+9+8+2 (1982)                                                 | 3:28  |
| 4.  | In the Army Now         | Rob Bolland/Ferdi Bolland                                        | In the Army Now (1986)                                         | 4:02  |
| 5.  | Hold You Back           | Francis Rossi/Rick Parfitt/Bob Young                             | Rockin' All Over the World (1977)                              | 4:09  |
| 6.  | One For the Road        |                                                                  | (ny låt, 2016)                                                 | 3:32  |
| 7.  | Backwater               | Rick Parfitt/Alan Lancaster                                      | Quo (1974)                                                     | 4:52  |
| 8.  | One of Everything       |                                                                  | (new song, 2016)                                               | 3:32  |
| 9.  | Belavista Man           | John David                                                       | The Party Ain't Over Yet (2005)                                | 3:51  |
| 10. | Lover of the Human Race | Francis Rossi/Andy Bown                                          | Thirsty Work (1994)                                            | 3:43  |
| 11. | Ice in the Sun          | Marty Wilde/Ronnie Scott                                         | Picturesque Matchstickable Messages from the Status Quo (1968) | 2:20  |
| 12. | A Mess of Blues         | Doc Pomus/Mort Shuman                                            | Back to Back (1983)                                            | 2:32  |
| 13. | Jam Side Down           | Terry Britten/Charlie Dore                                       | Heavy Traffic (2002)                                           | 3:12  |
| 14. | Resurrection            | Rick Parfitt/Andy Bown                                           | 1+9+8+2 (1982)                                                 | 3:10  |

| 15. | Lies                           | Francis Rossi/Bernie Frost | Just Supposin' (1980)             | 2:50 |
| 16. | Little Dreamer                 | Francis Rossi/Bernie Frost | Perfect Remedy (1989)             | 3:06 |
| 17. | Living on an Island            | Rick Parfitt/Bob Young     | Whatever You Want (1979)          | 3:08 |
| 18. | Is Someone Rocking Your Heart? |                            | (ny låt, 2016)                    | 3:38 |
| 19. | Rockers Rollin'                | Rick Parfitt/Jackie Lynton | Rockin' All Over the World (1977) | 3:36 |

| 20. | For You | Rick Parfitt | Rockin' All Over the World (1977) |  |

| 15. | Lies                                      | Francis Rossi/Bernie Frost | Just Supposin' (1980)             | 2:50 |
| 16. | Little Dreamer                            | Francis Rossi/Bernie Frost | Perfect Remedy (1989)             | 3:06 |
| 17. | Living on an Island                       | Rick Parfitt/Bob Young     | Whatever You Want (1979)          | 3:08 |
| 18. | Is Someone Rocking Your Heart?            |                            | (ny låt, 2016)                    | 3:38 |
| 19. | Rockers Rollin'                           | Rick Parfitt/Jackie Lynton | Rockin' All Over the World (1977) | 3:36 |
| 20. | And It´s Better Now (live at SWR1)        |                            |                                   |      |
| 21. | Pictures Of Matchstick Men (live at SWR1) |                            |                                   |      |
| 22. | Don´t Drive My Car (live at SWR1)         |                            |                                   |      |
| 23. | Claudie (live at SWR1)                    |                            |                                   |      |
| 24. | Whatever You Want (live at SWR1)          |                            |                                   |      |
| 25. | Rockin´ All Over The World (live at SWR1) |                            |                                   |      |